# Krishnasamudram
Krishnasamudram es una  ciudad censal situada en el distrito de Tiruchirappalli en el estado de Tamil Nadu (India). Su población es de 13146 habitantes (2011). Se encuentra a 7 km de Tiruchirappalli y 46 km de Thanjavur.

## Demografía
Según el censo de 2011 la población de Krishnasamudram era de 13146 habitantes, de los cuales 6626 eran hombres y 6520 eran mujeres. Krishnasamudram tiene una tasa media de alfabetización del 94,45%, superior a la media estatal del 80,09%: la alfabetización masculina es del 97,51%, y la alfabetización femenina del 91,34%.